# Особові займенники
Особові займенники — займенники, які вказують на предмет, але не називають його.
До групи особових займенників входять такі слова, як я, ми, ти, ви, він, вона, воно, вони.
Займенники 1-ї і 2-ї особи (однини чи множини) можуть указувати на певні особи, наприклад на співрозмовника (я, ти, ви, ми).
Займенники 3-ї особи (однини чи множини) вказують на тих або того, хто не бере участі в діалозі, або на предмет (він, вона, воно, вони).
Особові займенники можуть уживатися з прийменниками: у нього, до нього, за ним, за ними, з ними, з ним, завдяки йому, їй, їм.

## Форми особових займенників в українській мові
В українській мові особові займенники мають форми:
- особи
- числа
- відмінка
- роду (тільки займенники 3 особи однини).

При цьому форми непрямих відмінків утворюються від різних основ (я — мене, мені; ти — тебе, тобі; він — його, йому; і т. д.); див. супплетивізм.
Займенники 3-ї особи мають різні форми при наявності та відсутності прийменника: її — у неї, його — у нього, вони — про них (після прийменника додається «н-»).
У всіх особових займенників форми родового і знахідного відмінка збігаються.
Означення та прикладки, що належать до особових займенників, завжди виділяються комами.
| відмінок | однина    | однина       | однина         | однина          | однина   | однина          | множина  | множина  | множина   |
| відмінок | 1 о.      | 2 о.         | 2 о.           | 3 о.            | 3 о.     | 3 о.            | 1 о.     | 2 о.     | 3 о.      |
| відмінок | 1 о.      | проста форма | ввічлива форма | ч. рід.         | ж. рід.  | сер. рід.       | 1 о.     | 2 о.     | 3 о.      |
| -------- | --------- | ------------ | -------------- | --------------- | -------- | --------------- | -------- | -------- | --------- |
| І        | я         | ти           | Ви             | він             | вона     | воно            | ми       | ви       | вони      |
| Р        | мене      | тебе         | Вас            | його            | її       | його            | нас      | вас      | їх        |
| Рп       | мене      | тебе         | Вас            | нього           | неї      | нього           | нас      | вас      | них       |
| Д        | мені      | тобі         | Вам            | йому            | їй       | йому            | нам      | вам      | їм        |
| Дп       | мені      | тобі         | Вам            | йому            | їй       | йому            | нам      | вам      | їм        |
| З        | мене      | тебе         | Вас            | його            | її       | його            | нас      | вас      | їх        |
| Зп       | мене      | тебе         | Вас            | нього           | неї      | нього           | нас      | вас      | них       |
| О        | мною      | тобою        | Вами           | ним             | нею      | ним             | нами     | вами     | їми, ними |
| Оп       | мною      | тобою        | Вами           | ним             | нею      | ним             | нами     | вами     | їми, ними |
| М        | (на) мені | (на) тобі    | (на) Вас       | (на) ньому, нім | (на) ній | (на) ньому, нім | (на) нас | (на) вас | (на) них  |

Позначення відмінків в таблиці: І — називний, Р — родовий, Рп — родовий з прийменником, Д — давальний, Дп — давальний з прийменником, З — знахідний, Зп — знахідний з прийменником, О — орудний, Оп — орудний з прийменником, М — місцевий (завжди з прийменником).